# 甲斐荘楠香
甲斐荘(庄) 楠香（かいのしょう ただか（なんこう）、1880年（明治13年）5月21日 - 1938年（昭和13年）6月25日）は、日本の発明家、実業家。高砂香料工業の創業者。

## 経歴
京都の士族・甲斐荘正秀の長男。京都府師範学校附属小学校、京都府立一中、第三高等学校を経て、京都帝国大学理工科大学純正化学科を卒業した。1906年に久原躬弦の下で助教授に任命された。しかし、応用化学、特に香料工業に関心があったことから休職し、1910年に欧州に私費留学した。欧州では、フランスのグラースに下宿し、製造職工や調合見習いを行い、スイスのジボダンで合成香料の開発と調合を研修し、1913年末に帰国した。
帰国後は、丸見屋（後のミツワ石鹸）に勤めるが、合成香料工業が苦境に陥り、1919年7月に退職した。同じく退職した技術者たちを集め、1920年に高砂香料（後の高砂香料工業）を創立した。

## 家族
弟に画家、風俗考証家である甲斐庄楠音がいる。

## 特許
- 特許第72811号 「ハイドロオキシシトロネラール」の製法